# تیتو سانتانا
تیتو سانتانا (انگلیسی: Tito Santana؛ زادهٔ ۱۰ مهٔ ۱۹۵۳) کشتی‌گیر کشتی حرفه‌ای، آموزگار، و بازیکن فوتبال آمریکایی اهل ایالات متحده آمریکا است.
وی همچنین برندهٔ جوایزی همچون تالار شهرت دبلیو دبلیو ای شده‌است.